# یادگار (مجله)
یادگار یک مجله به زبان فارسی بود که از سال ۱۹۴۴ تا ۱۹۴۹ در مجموع در ۵۰ شماره در تهران منتشر شد. سردبیر آن عباس اقبال آشتیانی (۱۸۹۶–۱۹۵۵)، مورخ و ملی‌گرای ایرانی، بود. مجله یادگار به پژوهش درمورد ادبیات و تاریخ ایران می‌پرداخت.